# The Week Of
The Week Of je americká filmová komedie. Jejím režisérem je Robert Smigel. Ten rovněž spolu s hlavním hercem Adamem Sandlerem napsal scénář. V dalších rolích se ve filmu objevili například Chris Rock, Rachel Dratch a Steve Buscemi. Natáčení filmu začalo v červenci 2017 na Long Islandu v New Yorku. Děj filmu se odehrává během týdne, na jehož konci se má odehrát svatba potomků postav, které hrají Sandler a Rock. Snímek byl uveden 27. dubna 2018 na Netflixu.